# Hydrochus schereri
Hydrochus schereri är en skalbaggsart som beskrevs av Dewanand Makhan 1995. Hydrochus schereri ingår i släktet Hydrochus och familjen gyttjebaggar. Inga underarter finns listade i Catalogue of Life.